# ジョン平とぼくと
ジョン平とぼくと（ジョンぺいとぼくと）は、大西科学作のライトノベル。銀八が挿絵を担当している。GA文庫から、四巻までが発売されている。
太陽光から陽素という物質が降り注ぎ、魔法のエネルギーとして利用する世界を舞台とし、ここでは、ほとんど誰もが、才能の大小の差はあれ、魔法使いである。人は使い魔とともに生き、生活の役に立てる。この様に、魔法が日常生活で使われる代わりに、この現実世界と違って、すこし科学の進歩は遅れている。そんな世界を背景に、主人公の高校生、北見重と使い魔の犬、ジョン平の活躍を描く。

## 既刊一覧
- ジョン平とぼくと（GA文庫、2006年9月15日 ISBN 978-4-7973-3711-2） - 小川一水による解説を収録。
- ジョン平とぼくと2 ジョン平と去っていった猫（GA文庫、2006年12月15日 ISBN 978-4-7973-3912-3）
- ジョン平とぼくと3 ジョン平とぼくらの世界（GA文庫、2007年6月15日 ISBN 978-4-7973-4170-6）
- ジョン平とぼくと4 ジョン平とぼくときみと（GA文庫、2007年11月15日 ISBN 978-4-7973-4531-5） - シリーズ初の短編集。第1巻の発売前に発表された短編も収録している。
- ジョン平と一つの指輪（前編、後編） - 『ジョン平とぼくと』の発売に先駆けて、GA文庫公式サイト内で発表されていた短編小説。第4巻への再録に伴い、サイトでの公開は終了している。
- シリーズ完結後に『GAマガジン』Vol.1でイラストとショートストーリーで紹介されている。
- 成平こうじろうの作画で、『別冊花とゆめ』[1]2010年11月号から2011年1月号、2011年4月号から6月号まで漫画連載。全6話。